# Judeošpanjolski jezik
Judeošpanjolski, judeokastilski jezik, u Izraelu poznat kao jezik ladino, jezik je sefardskih Židova iz Španjolske, koji se danas govori poglavito na području Izraela; ima oko 110 000 govornika rasutih u nekoliko država, od čega 100 000 u Izraelu (1985). i 8000 u Turskoj (1976.) od 15 000 etničkih Sefarda. Članovi grupe žive i u Solunu (Grčka), Sofiji (Bugarska), Portoriku i SAD-u. U Turskoj se etnička grupa i sekta nazivaju Dönme, a žive u gradovima Istanbul, Edirne i Izmir. Ima nekoliko dijalekata: judezmo (judyo, jidyo), ladino, haquetiya (haketia, haketiya, hakitia)

## Vanjske poveznice
- Wikipedija na ladino jeziku

- Ethnologue (14th)
- Ethnologue (15th)
- Dönme  Arhivirana inačica izvorne stranice od 3. srpnja 2008. (Wayback Machine)